# Wodorotlenek rubidu
Wodorotlenek rubidu, RbOH – nieorganiczny związek chemiczny z grupy wodorotlenków. Jest to bardzo silna zasada, silniejsza od wodorotlenku sodu i wodorotlenku potasu, ale słabsza od wodorotlenku cezu. Związek ten nie występuje w naturze.

## Otrzymywanie
Wodorotlenek rubidu może być otrzymany w reakcji tlenku rubidu z wodą:
Rb
2O
(s) + H
2O
(l) → 2RbOH
(aq)
W handlu jest dostępny w postaci stężonego roztworu wodnego.

## Zastosowanie
Wodorotlenek rubidu jest rzadko używany w procesach przemysłowych, jednak większość związków rubidu otrzymywana jest z użyciem wodorotlenku jako produktu przejściowego, powstającego w wyniku hydrolizy tlenku rubidu. 
Wykorzystywany jest w niektórych bateriach elektrycznych.

## Zagrożenia
Wodorotlenek rubidu jest związkiem silnie żrącym. Roztwory tego związku należy rozcieńczać przez ostrożne wlewanie ich do wody, a nie poprzez dodawanie wody do nich, aby uniknąć popryskania. Wiele reakcji z udziałem wodorotlenku rubidu ma charakter silnie egzotermiczny.